# Carly Patterson
Carly Patterson (Baton Rouge, 4 de fevereiro de 1988), é uma ex-ginasta norte-americana, competidora da ginástica artística.
Patterson foi campeã do individual geral nas Olimpíadas de Atenas e campeã mundial, por equipes, no Mundial de Ginástica de 2003, realizado nos Estados Unidos. Carly abandonou a ginástica aos vinte anos de idade em decorrência de problemas físicos. Hoje, a ex-ginasta vive no Texas, na cidade de Allen e é uma cantora pop bem sucedida em seu país.

## Biografia
Carly Patterson é filha de Rick e Natalie Patterson e, tem uma irmã mais nova, Jordan, hoje com dezoito anos. Sua mãe também fora ginasta, mas não chegou a competir pelos Estados Unidos. Em 1994, aos seis anos, em uma festa para seu primo - realizada em um ginásio de ginástica - Carly começou a demonstrar suas habilidades. Seu posterior técnico a época, Johnny Moyal, resolveu então perguntar a mãe da menina se ela poderia ser treinada. Ao ouvir um não como resposta, ele precisou mudar de tática: disse à Natalie que tinha ficado impressionado com o talento natural da menina para o esporte. Desse modo, Carly pôde iniciar sua carreira.
Ao fim do caminho como ginasta, sua outra paixão tornou-se profissão - O pop. Hoje, Carly é uma cantora pop em seu país e em 2008, lançou seu primeiro CD.

## Carreira
Carly iniciou sua carreira profissional em 2000, ao entrar para a elite júnior do país, e a encerrou oficialmente em 2006. Seus treinamentos eram ao lado de Nastia Liukin, no ginásio WOGA Seu último treinador fora o russo Evgeny Marchenko, ginasta acrobático pela extinta União Soviética.
Seu aparelho de melhor constância e resultados é a trave.

### EUA Júnior
Em 2000, em sua primeira competição, no Top Gym Tournament realizado na Bélgica, Carly conquistou a segunda colocação por equipes. Logo depois, vieram suas primeiras conquistas individuais: uma medalha de prata, no individual geral e uma de bronze na trave. Nesse mesmo ano, no campeonato nacional, o Campeonato Nacional, Patterson obteve mais uma prata, na trave. E por fim, seu primeiro ouro, também na trave, no U.S Classic. No ano seguinte, nos Jogos da Boa Vontade, em Brisbane, Austrália, Patterson classificou-se para a final em segundo lugar ao encerrar-se a última rotação. Na final, por errar alguns de seus movimentos no solo - em decorrência de problemas estomacais -, terminou a competição em sétimo no individual geral. Contudo, na trave, ela mostrou sua assinatura, o movimento mais tarde nomeado "the Patterson".
Em 2002, ainda no júnior, Carly conquistou seu primeiro individual geral, no Campeonato Nacional Júnior, depois de um quarto e um terceiro lugares nos campeonatos dos anos anteriores.

### EUA Sênior
Em 2003, aos quinze anos, Patterson tornou-se sênior da equipe nacional e conquistou importantes medalhas no Campeonato Visa - A primeira foi o ouro no all around. Em seguida, nas provas por aparelhos, a ginasta subiu ao pódio nas quatro disputas: Na final da trave, ouro novamente; Na final do salto e das barras assimétricas, a segunda colocação; e, para encerrar a competição, bronze no solo. Nesse mesmo ano, a ginasta ainda participou do Mundial de Ginástica realizado em Anaheim. Na Copa América, novo ouro para Patterson, no individual geral. Porém, anteriormente nesse mesmo ano, Carly não pôde competir no Campeonato Nacional Americano por fraturar um osso na altura do cotovelo. Seu último ano de regulares competições fora o melhor de sua carreira. Na Copa América 2004, de todos os aparelhos em que participou, Carly subiu ao pódio em todos na primeira colocação, situação repetida no individual geral. Resultado final da competição: cinco ouros para Patterson e o título de ginasta mais jovem daquela edição. Em seguida, veio o Campeonato Nacional, onde Carly não conseguiu manter a mesma média, conquistando apenas dois ouros - solo e all around - título dividido com Courtney Kupets - e uma prata, na trave.
Patterson encerrou sua carreira, oficialmente, em 2006 em decorrência de problemas físicos: Hérnias, que posteriormente foram tratadas, mas que não a permitiram voltar como antes, fazendo-a tomar a decisão de abandonar o esporte definitivamente após dois anos em recuperação.

## Campeonato Mundial de Ginástica Artística

### Anaheim 2003
2003 Anaheim, Estados Unidos. Essa fora a única edição de Mundial em que Carly esteve presente. Ao lado de Courtney Kupets, Terin Humphrey, Chellsie Memmel, Tasha Schwikert e Hollie Vise, Carly conquistou a medalha de ouro por equipes, com o score total de 112,573, ultrapassando as favoritas da competição: as romenas (110,833). Nesta edição, as australianas completaram o pódio. Classificada para outra final, Patterson teria pela frente a russa Svetlana Khorkina, no individual geral. Ao término das rotações, Khorkina atingira o somatório total de 38,124 contra 37,936, de Carly. Resultado: Svetlana em primeiro, Carly em segundo. A chinesa Zhang Nan ficou o bronze.

## Jogos Olímpicos

### Atenas 2004
Em Atenas, 2004, Carly teve um bom início de competição - Classificou-se em primeiro para a final do individual geral e obteve ainda mais duas classificações: uma para a final da trave e outra para a final por equipes. Na final individual, Carly teria pela frente a já veterana em Jogos Olímpicos, Svetlana Khorkina, que vinha para sua última Olimpíada. Na primeira rotação, no salto, a ginasta americana alcaçou a nota 9,375, mas ficou em segundo lugar. Nos demais eventos, suas notas aumentaram e sua pontuação final ultrapassou a de Khorkina, com 9,725 nas assimétricas, 9,712 no Solo e 9,575 na trave. Resultado - Carly em primeiro, Svetlana em segundo. Desse modo, Patterson tornou-se a primeira norte-americana, desde Mary Lou Retton em 1984, a vencer um individual geral em Olimpíadas. Na final por equipes, o ouro ficou com a equipe romena e a prata termiou nas mãos da equipe norte-americana. No dia 23 de agosto, em sua última final, na trave de equilíbrio, Carly enfrentaria outra veterana da ginástica, a romena Catalina Ponor (também estreante na competição), que já havia conquistado a medalha de ouro por equipes e no solo. Resultado - Catalina em primeiro, Carly em segundo.
Esta fora sua primeira e única participação olímpica.

## Principais resultados
| Ano  | Evento                                    | AA                | Equipe           | Salto sobre o cavalo | Trave             | Barras assimétricas | Solo              |
| ---- | ----------------------------------------- | ----------------- | ---------------- | -------------------- | ----------------- | ------------------- | ----------------- |
| 2000 | Campeonato Nacional Americano (júnior)    | 4º                |                  |                      | Medalha de ouro   |                     | 4º                |
| 2000 | Top Gym Tournament                        | Medalha de prata  |                  |                      | Medalha de bronze |                     |                   |
| 2001 | Campeonato Nacional Americano (júnior)    | Medalha de bronze |                  |                      | Medalha de bronze |                     |                   |
| 2001 | Jogos da Boa Vontade                      | 7º                |                  |                      |                   |                     |                   |
| 2002 | Campeonato Nacional Americano (júnior)    | Medalha de ouro   |                  |                      | Medalha de prata  | Medalha de prata    | Medalha de bronze |
| 2003 | Campeonato Mundial de Ginástica Artística | Medalha de prata  | Medalha de ouro  |                      |                   |                     |                   |
| 2003 | Copa América                              | Medalha de ouro   |                  |                      |                   |                     |                   |
| 2004 | Campeonato Nacional Americano             | Medalha de ouro   |                  |                      | Medalha de prata  |                     | Medalha de ouro   |
| 2004 | Copa América                              | Medalha de ouro   |                  | Medalha de ouro      | Medalha de ouro   | Medalha de ouro     | Medalha de ouro   |
| 2004 | Jogos Olímpicos                           | Medalha de ouro   | Medalha de prata |                      | Medalha de prata  |                     |                   |

## Vida após a ginástica
Carly Petterson participou de um programa de TV em 2006, para aspirantes a cantores, bastante semelhante ao American Idol. Depois de um quase um mês dentro do reality show, a jovem fora eliminada. Patterson, contudo, ao longo dos últimos dois anos, dedicou-se a sua carreira musical. Seu novo e primeiro single fora lançado em março de 2008 sob o nome de Temporary Life (Ordinary Girl). Já seu álbum, teve o lançamento no dia 5 de agosto, na mesma semana da realização dos Jogos Olímpicos de Pequim.